# Microhoria villiersi
Microhoria villiersi es una especie de coleóptero de la familia Anthicidae.

## Distribución geográfica
Habita en Portugal.